# BRDC International Trophy 1971
BRDC International Trophy 1971 je bila peta neprvenstvena dirka Formule 1 v sezoni 1971. Odvijala se je 8. maja 1971.

## Rezultati

### Finale
Opomba: Dirkalniki Formule 5000 so modro obarvani.
| Poz | Dirkač               | Šasija       | Motor      | Čas         |
| --- | -------------------- | ------------ | ---------- | ----------- |
| 1   | Graham Hill          | Brabham BT34 | Cosworth   | 1:11:03.2   |
| 2   | Peter Gethin         | McLaren M14A | Cosworth   | + 1:33.8    |
| 3   | Tim Schenken         | Brabham BT33 | Cosworth   | + 2:04.7    |
| 4   | Pedro Rodríguez      | BRM P60      | BRM        | + 1 krog    |
| 5   | Mike Hailwood        | Surtees TS8  | Chevrolet  | + 1 krog    |
| 6   | Henri Pescarolo      | March 711    | Cosworth   | + 1 krog    |
| 7   | Tony Dean            | McLaren M7A  | Chevrolet  | + 2 kroga   |
| 8   | Jean-Pierre Jaussaud | McLaren M18  | Chevrolet  | + 2 kroga   |
| 9   | Allan Rollinson      | Surtees TS8  | Chevrolet  | + 2 kroga   |
| 10  | Frank Gardner        | Lola T192    | Chevrolet  | + 2 kroga   |
| 11  | Mike Beuttler        | March 701    | Cosworth   | + 2 kroga   |
| 12  | John Surtees         | Surtees TS9  | Cosworth   | + 3 krogi   |
| 13  | Chris Amon           | Matra MS120B | Matra      | + 3 krogi   |
| 14  | Reine Wisell         | Lotus 72C    | Cosworth   | + 4 krogi   |
| 15  | Ulf Norinder         | McLaren M18  | Chevrolet  | + 5 krogov  |
| 16  | Gordon Spice         | McLaren M10B | Chevrolet  | + 5 krogov  |
| 17  | Fred Saunders        | Crosslé 15F  | Rover      | + 6 krogov  |
| 18  | Bob Miller           | Dulon LD8    | Chevrolet  | + 8 krogov  |
| 19  | Jock Russell         | Lotus 70     | Ford       | + 14 krogov |
| 20  | Brian Redman         | McLaren M18  | Chevrolet  | + 17 krogov |
| 21  | Jean-Pierre Beltoise | Matra MS120B | Matra      | + 19 krogov |
| 22  | Emerson Fittipaldi   | Lotus 56B    | P&W        | + 24 krogov |
| 23  | Jackie Stewart       | Tyrrell 003  | Ford       | + 26 krogov |
| 24  | Howden Ganley        | BRM P153     | BRM        | + 26 krogov |
| 25  | Ronnie Peterson      | March 711    | Alfa Romeo | + 28 krogov |
| 26  | David Prophet        | McLaren M10B | Chevrolet  | + 32 krogov |
| 27  | John Myerscough      | McLaran M10B | Chevrolet  | + 35 krogov |
| 28  | Robs Lamplough       | Lola T102    | Ford       | + 42 krogov |
| 29  | Jo Siffert           | BRM P160     | BRM        | + 45 krogov |
| 30  | Ray Allen            | McLaren M10B | Chevrolet  | + 47 krogov |
| 31  | Trevor Taylor        | Leda LT25    | Chevrolet  | + 49 krogov |

### Heats
| Poz | Dirkač               | Konstruktor       | Čas/Odstop    |
| --- | -------------------- | ----------------- | ------------- |
| 1   | Jackie Stewart       | Tyrrell-Cosworth  | 35:29.0       |
| 2   | Pedro Rodríguez      | BRM               | + 11.6 s      |
| 3   | Graham Hill          | Brabham-Cosworth  | + 12.8 s      |
| 4   | John Surtees         | Surtees-Cosworth  | + 18.9 s      |
| 5   | Jean-Pierre Beltoise | Matra             | + 22.8 s      |
| 6   | Peter Gethin         | McLaren-Cosworth  | + 1:06.5      |
| 7   | Reine Wisell         | Lotus-Cosworth    | + 1:16.5      |
| 8   | Howden Ganley        | BRM               | + 1:19.9      |
| 9   | Tim Schenken         | Brabham-Cosworth  | + 1:20.6      |
| 10  | Brian Redman         | McLaren-Chevrolet | + 1:21.0      |
| 11  | Tony Dean            | McLaren-Chevrolet | + 1 krog      |
| 12  | Mike Hailwood        | Surtees-Chevrolet | + 1 krog      |
| 13  | Allan Rollinson      | Surtees-Chevrolet | + 1 krog      |
| 14  | Frank Gardner        | Lola-Chevrolet    | + 1 krog      |
| 15  | Henri Pescarolo      | March-Cosworth    | + 1 krog      |
| 16  | Jean-Pierre Jaussaud | McLaren-Chevrolet | + 1 krog      |
| 17  | Mike Beuttler        | March-Cosworth    | + 1 krog      |
| 18  | Ronnie Peterson      | March-Alfa Romeo  | Trčenje       |
| 19  | Gordon Spice         | McLaren-Chevrolet | Menjalnik     |
| 20  | Ulf Norinder         | McLaren-Chevrolet | + 3 krogi     |
| 21  | Chris Amon           | Matra             | Gorivo        |
| 22  | Jock Russell         | Lotus-Ford        | + 4 krogi     |
| 23  | Fred Saunders        | Crosslé-Rover     | + 4 krogi     |
| 24  | Bob Miller           | Dulon-Chevrolet   | + 4 krogi     |
| Ods | David Prophet        | McLaren-Chevrolet | Hlad. sistem  |
| Ods | John Myerscough      | McLaren-Chevrolet | Puščanje olja |
| Ods | Jo Siffert           | BRM               | Motor         |
| Ods | Ray Allen            | McLaren-Chevrolet | Trčenje       |
| Ods | Trevor Taylor        | Leda-Chevrolet    | Krm. sistem   |
| Ods | Robs Lamplough       | Lola-Ford         | Puščanje olja |
| Ods | Emerson Fittipaldi   | Lotus-P&W         | Vzmetenje     |

| Pos | Driver               | Constructor       | Time/Ret.       |
| --- | -------------------- | ----------------- | --------------- |
| 1   | Graham Hill          | Brabham-Cosworth  | 35:21.4         |
| 2   | Chris Amon           | Matra             | + 5.2 s         |
| 3   | Emerson Fittipaldi   | Lotus-P&W         | + 38.0 s        |
| 4   | Peter Gethin         | McLaren-Cosworth  | + 40.1 s        |
| 5   | Henri Pescarolo      | March-Cosworth    | + 48.2 s        |
| 6   | Mike Hailwood        | Surtees-Chevrolet | + 56.1 s        |
| 7   | Tim Schenken         | Brabham-Cosworth  | + 56.9 s        |
| 8   | Pedro Rodríguez      | BRM               | + 1 krog        |
| 9   | Tony Dean            | McLaren-Chevrolet | + 1 krog        |
| 10  | Jean-Pierre Jaussaud | McLaren-Chevrolet | + 1 krog        |
| 11  | Frank Gardner        | Lola-Chevrolet    | + 1 krog        |
| 12  | Mike Beuttler        | March-Cosworth    | + 1 krog        |
| 13  | Allan Rollinson      | Surtees-Chevrolet | + 1 krog        |
| 14  | Ulf Norinder         | McLaren-Chevrolet | + 2 kroga       |
| 15  | John Surtees         | Surtees-Cosworth  | Vzmetenje       |
| 16  | Fred Saunders        | Crosslé-Rover     | Brez goriva     |
| 17  | Gordon Spice         | McLaren-Chevrolet | + 3 krogi       |
| 18  | Reine Wisell         | Lotus-Cosworth    | Motor           |
| 19  | Bob Miller           | Dulon-Chevrolet   | + 4 krogi       |
| Ods | Jock Russell         | Lotus-Ford        | Črpalka za olje |
| Ods | Brian Redman         | McLaren-Chevrolet | El. sistem      |
| Ods | Robs Lamplough       | Lola-Ford         | Črpalka za vodo |
| Ods | Jean-Pierre Beltoise | Matra             | Motor           |
| Ods | Howden Ganley        | BRM               | Trčenje         |
| Ods | Jackie Stewart       | Tyrrell-Cosworth  | Trčenje         |